# Alexander Yánez
Alexander Gabriel Yánez Deleuze (Caracas, Venezuela; 30 de diciembre de 1971) es un diplomático de carrera y abogado venezolano. Graduado en Ciencias Políticas en la Universidad Central de Venezuela.  
Fue Viceministro para Temas Multilaterales, desde agosto de 2019 según la Gaceta Oficial Nro. 41.694, también ejerció como Viceministro para América Latina y el Caribe en 2014, según la Gaceta Oficial Nro. 40.444, así como también embajador de Venezuela en Bolivia. Se desempeñó  como embajador de Venezuela en Perú.
Fue designado embajador representante permanente de la República Bolivariana de Venezuela ante la Organización de las Naciones Unidas y demás Organismos Multilaterales en Ginebra, el 7 de marzo de 2024, según Gaceta Oficial N° 42.834, del 7 de marzo de 2024.

## Publicaciones
- Bolívar: pensamiento político y planificación de la guerra (1819-1821) / ISBN 978-612-45938-7-1